# 수리동
수리동(修理洞)은 대한민국 경기도 군포시 서쪽에 있는 동이다. 안산시와 경계를 접하고 있다. 북쪽으로는 궁내동, 남쪽으로는 대야동, 동쪽으로는 오금동과 광정동에 각각 경계를 접하고 있다.

## 역사
과천군 남면 산본리였다가, 1914년 행정구역 개편에 따라 시흥군 남면 산본리가 되었다. 1979년 5월 1일 대통령령 제9409호에 의거 군포읍 산본리가 되었으며, 1989년 1월 1일 법률 제4050호에 따라 군포시로 승격되면서 산본동이 되었다. 아파트 밀집지역이며 수리산 산림욕장, 등산로 등 7개의 공원이 소재하는 살기 좋은 전원적인 주거지역이다.

## 법정동
- 산본동 (일부)

## 주거
- 수리한양 - 1994년 7월 입주 / 한양㈜
- 계룡삼환 - 1993년 8월 입주 / 삼환까뮤㈜
- 설악마을 주공8단지 - 1996년 6월 입주 / ㈜일신
- 덕유마을 주공8단지 - 1996년 6월 입주 / ㈜삼오종합건설

## 교육
- 능내초등학교
- 도장초등학교
- 수리고등학교

## 교통
- 수도권 전철 4호선 수리산역